# Julius Jr.
Julius Jr. é uma série de desenho animado estado-unidense baseada nos personagens da franquia de Paul Frank. Foi produzida pela Saban Brands e animada pelo estúdio BrainPower Studio.
Nos Estados Unidos a primeira temporada estreou no Nick Jr. em 29 de setembro de 2013 e a segunda temporada estreou em 3 de maio de 2014.
No Brasil, a série estreou no Discovery Kids em 23 de junho de 2014.
Em Portugal, a série estreou no espaço Manhãs de Animação da SIC no dia 12 de setembro de 2015 e mais tarde na SIC K em 2017.

## Personagens
- Julius Jr.: Simplesmente chamado de "Julius" na maioria das vezes, um jovem chimpanzé e um inventor aspirante que adora criar dispositivos para ajudar seus amigos.
- Clancy: Uma girafa curta que vive na caixa com Julius e os outros. Clancy é competitivo e muitas vezes quer ser o melhor em qualquer coisa.
- Shree: Um guaxinim azul que vive na caixa com Julius e os outros. Sheree é feminino, e ama cozinhar cupcakes e outras sobremesas.
- Ursolino: Um urso que vive na caixa com Julius e os outros. Ele "faz jus ao seu nome", como ele se preocupa com muitas coisas diferentes.
- Ping: Ping é um filhote de panda da voz fininha que vive na "caixa" com Julius e os outros. Ela é extrovertido e brincalhona. Ela também é curiosa, como qualquer criança.
- Alexander Graham Doorbell: A porta falante da oficina de Júlio na caixa.
- Tool Box-a-Lot: Caixa de ferramentas robótico de Julius que carrega alguns dos inventos junto com ele em viagens no interior do salão de portas.
- Chachi: Um chihuahua que é um companheiro constante para todos na "caixa"; eles jogam buscar e ensinar-lhe truques. Chachi gosta de jogar vestir-se e ele é um grande modelo que adora ter sua imagem tomada.
- Shaka Brah Yeti: Um yeti de snowboard que vive em "Alaska", que está localizado no "corredor de portas."
- Sylvia e Gloria: Duas lagartas que vivem em "Botswana", que está localizado no "corredor de portas."
- Capitão Barba de Diamante: Um pirata gorila que vive em Seashell Island. Ele tem pequenos diamantes embutidos em sua barba como o seu nome indica. Ele também tem uma mãe dominadora que pode ser escutado falar, mas não é vista.
- Guarda Roupa Andante: Um armário de animação que contém equipamentos diferentes para Sheree e sua turma.
- Bob, o Cão: O beagle vermelho dando risada quem explora o carnaval.
- Sharky: O sobrinho do Capitão Barba de Diamante.
- Dez: Um dragão tímido com uma cor azul xadrez. Ele é bastante socialmente perto de Ping. Ele também é o animal de estimação de um mágico vermelho.

## Elenco
| Personagem                                    | Estados Unidos      | Portugal         | Brasil     |
| --------------------------------------------- | ------------------- | ---------------- | ---------- |
| Julius Jr.                                    | E.G. Daily          | Inês Pereira     |            |
| Clancy                                        | Julie Lemieux       | Ana Ritta        | Alex Minei |
| Sheree                                        | Athena Karkanis     | Inês Marques     |            |
| Worry Bear (Ursolino)                         | Benjamin Israel     | Axel             |            |
| Tool Box-a-Lot                                | James Kee           | Inês Marques     |            |
| Ping                                          | Steph Lynn Robinson | Susana João      |            |
| Chachi                                        | Steph Lynn Robinson | Susana João      |            |
| Alexander Graham Doorbell                     | Robert Tinkler      | Axel             |            |
| Shaka Brah Yeti                               | Robert Tinkler      | Axel             |            |
| Brewster the Rooster                          | TBA                 | Axel             |            |
| Rock Sock 3000                                | TBA                 | Axel             |            |
| Bob the Dog (Bob, o Cão)                      | TBA                 | Axel             |            |
| Diamondbeard (Capitão Barba de Diamante)      | TBA                 | Axel             |            |
| The Wandering Wardrobe (Guarda Roupa Andante) | TBA                 | Axel             |            |
| Marcel                                        | TBA                 | Inês Marques     |            |
| Grammie (Avó do Shaka Brah)                   | TBA                 | Inês Marques     |            |
| Dez                                           | TBA                 | Inês Marques     |            |
| DiamonBeard Mom (Mãe do Barba Diamante)       | TBA                 | Inês Marques     |            |
| Estúdio de Dublagem                           |                     | PSB Audiovisuais |            |

## Episódes

### Season 1 (2013-14)
| # | #  | Título                                            | Exibição original                             | Audiência (em milhões) |
| - | -- | ------------------------------------------------- | --------------------------------------------- | ---------------------- |
| 1 | 1  | "Butterfly Dreams / Rock Sock 3000"               | 29 de setembro de 2013 12 de setembro de 2015 | 0.55                   |
| 1 | 2  | "Stretch Clancy / Pony Macaroni"                  | 6 de outubro de 2013 12 de setembro de 2015   | 0.82                   |
| 1 | 3  | "Farmer Sheree / Dez the Dragon"                  | 13 de outubro de 2013 13 de setembro de 2015  | 0.41                   |
| 1 | 4  | "Banana-licious / Pirates and Superheroes"        | 20 de outubro de 2013 19 de setembro de 2015  | 0.75                   |
| 1 | 5  | "Clancy´s Sniffles / Shadow Play"                 | 27 de outubro de 2013 20 de setembro de 2015  | 0.66                   |
| 1 | 6  | "Dressed for Spookcess / Think Pink"              | 3 de novembro de 2013 19 de setembro de 2015  | 0.75                   |
| 1 | 7  | "Worry Bear's Collection / Rocket Roller Skates"  | 17 de novembro de 2013 26 de setembro de 2015 | 0.63                   |
| 1 | 8  | "No Show Mo / Gravity Games"                      | 1 de dezembro de 2013 26 de setembro de 2015  | 0.39                   |
| 1 | 9  | "Bouncy Beans / A Real Hero"                      | 15 de dezembro de 2013 27 de setembro de 2015 | 0.39                   |
| 1 | 10 | "Star Games / The Joke's on Who?"                 | 29 de dezembro de 2013 3 de outubro de 2015   | 0.52                   |
| 1 | 11 | "From Me to You / Give Ping a Chance"             | 19 de janeiro de 2014 3 de outubro de 2015    | 0.59                   |
| 1 | 12 | "Magic Monkey Hidden Dragon / Perfect Pirate Day" | 2 de fevereiro de 2014 4 de outubro de 2015   | 0.48                   |
| 1 | 13 | "Tidy Up / Robo Flop"                             | 16 de fevereiro de 2014 10 de outubro de 2015 | 0.43                   |
| 1 | 14 | "Operation Sand Squasher / Dr. Flossoraptor"      | 3 de maio de 2014 10 de outubro de 2015       | 0.68                   |
| 1 | 15 | "Sneaky Snackers / Make Me a Flake"               | 10 de maio de 2014 17 de outubro de 2015      | 0.57                   |
| 1 | 16 | "The Frutonic 5000 / Fight Of Fancy"              | 17 de maio de 2014 17 de outubro de 2015      | ASA                    |
| 1 | 17 | "Clancy Be Careful / Just Speak Up"               | 24 de maio de 2014 18 de outubro de 2015      | ASA                    |
| 1 | 18 | "Say Ping / Happy Birthday Nova"                  | 31 de maio de 2014 24 de outubro de 2015      | ASA                    |
| 1 | 19 | "Shaka Brah In The House / Baby Squeaker"         | 7 de julho de 2014 24 de outubro de 2015      | ASA                    |
| 1 | 20 | "Giggle Goggles / Scavenger Safari"               | 9 de julho de 2014 25 de outubro de 2015      | ASA                    |
| 1 | 21 | "The Very Berry Race / Check The Checklist"       | 11 de julho de 2014 31 de outubro de 2015     | ASA                    |
| 1 | 22 | "Crow Con / Rock Stting"                          | 2 de agosto de 2014 11 de outubro de 2015     | ASA                    |
| 1 | 23 | "Plane Dilema / Delayed Parade"                   | 9 de agosto de 2014 1 de novembro de 2015     | ASA                    |
| 1 | 24 | "Bump On Mars / Worry Bear Junior"                | 16 de agosto de 2014 7 de novembro de 2015    | ASA                    |
| 1 | 25 | "Julius Goes Solo / Clancy Can´t Win"             | 6 de setembro de 2014 31 de outubro de 2015   | ASA                    |
| 1 | 26 | "Welcome Home, Chachi / Chachi Time"              | 13 de setembro de 2014 7 de novembro de 2015  | ASA                    |

### Season 2 (2014-15)
| # | #  | Título                                          | Exibição original                             | Audiência (em milhões)S |
| - | -- | ----------------------------------------------- | --------------------------------------------- | ----------------------- |
| 2 | 1  | "Dazzle Girls / The Box"                        | 3 de novembro de 2014 8 de novembro de 2015   | ASA                     |
| 2 | 2  | "Great Inventini / Drive in Distractions"       | 5 de novembro de 2014 14 de novembro de 2015  | ASA                     |
| 2 | 3  | "Helping Hands / Imagineberry Jam"              | 7 de novembro de 2014 14 de novembro de 2015  | ASA                     |
| 2 | 4  | "Duckyitis / Orange Day Dream"                  | 8 de novembro de 2014 15 de novembro de 2015  | ASA                     |
| 2 | 5  | "Capture the Pirate Flag / Gummiest Bear"       | 15 de novembro de 2014 21 de novembro de 2015 | ASA                     |
| 2 | 6  | "Party Me Hearties / Chore Bore"                | 22 de novembro de 2014 22 de novembro de 2015 | ASA                     |
| 2 | 7  | "A Snowflake Day / Deep Space Sport"            | 29 de novembro de 2014 28 de novembro de 2015 | ASA                     |
| 2 | 8  | "Pumpkin Plumper / No Sleep Over"               | 13 de dezembro de 2014                        | ASA                     |
| 2 | 9  | "Sheree´s Choice / Sharky In The Dark"          | 12 de abril de 2015 29 de novembro de 2015    | ASA                     |
| 2 | 10 | "Smellalicious / Welcomesicle Party"            | 19 de abril de 2015                           | ASA                     |
| 2 | 11 | "Invetion Tension / Flying Oh Ee Oh"            | 26 de abril de 2015                           | ASA                     |
| 2 | 12 | "Worry Bear Finds The Light / Julius´s Alliday" | 3 de maio de 2015                             | 0.49                    |
| 2 | 13 | "Ping's Pretend Problem / Please Don't Sneeze"  | 10 de maio de 2015                            | 0.40                    |
| 2 | 14 | "Worry Bear's Lucky Hat / Do the Dez Bop"       | 17 de maio de 2015                            | ASA                     |
| 2 | 15 | "We Love You Rock Sock / Clancy's Collection"   | 24 de maio de 2015                            | 0.28                    |
| 2 | 16 | "Clancy's Dream Team / Magical Morphimal"       | 31 de maio de 2015                            | 0.44                    |
| 2 | 17 | "Grump-Noceros / Later Skater"                  | 7 de junho de 2015                            | 0.45                    |
| 2 | 18 | "A Daisy for Dazzle / Waiting for Julius"       | 14 de junho de 2015                           | ASA                     |
| 2 | 19 | "Pirate Julius / Mars Bouquet"                  | 21 de junho de 2015                           | 0.47                    |
| 2 | 20 | "Not So Funny Pages / Missing Piece Magic Show" | 28 de junho de 2015                           | 0.46                    |
| 2 | 21 | "2 Skate 2B Great / Sparkletasia"               | 5 de julho de 2015                            | ASA                     |
| 2 | 22 | "Appreciated / Our Hero Worry Bear"             | 12 de julho de 2015                           | ASA                     |
| 2 | 23 | "Julius-inator / Don't Worry Be Happy"          | 19 de julho de 2015                           | ASA                     |
| 2 | 24 | "Box Fort of Oz / Firefly Festival"             | 26 de julho de 2015                           | ASA                     |
| 2 | 25 | "Double O Sheree / Ping's in Charge"            | 2 de agosto de 2015                           | 0.23                    |
| 2 | 26 | "Funk in the Junk / Enginopalooza"              | 9 de agosto de 2015                           | 0.30                    |

### Season 3 (2015-16)
3 1 Ping as a baby bird / House is Gone
3 2 Screts of the Baobab Trees / Who Could Get Water Frister
3 3 Across the Victoria Fall / The Garrafe Blue
3 4  Trees's a Monter / Where is Gone Julius
3 5 Sharching for Geen Seeds / Holiday Of Summer
3 6 Nobody can Stop the Holiday Summer / The Stolen Enyclopedia
3 7 Searching for Oasis Part 1 / Seaching for Oasis Part 2
3 8 Riddles on of Pyramid / Finding the Fairy's Chimneys
3 9 Spooky Vampire Bats / Green Seed underwater
3 10 Loonee the Musician / Bob the Dog Hero
3 11 Whose Green Seed Pouch is it / Setrets of the Altamira Cave
3 12 Finding the Shiny Pebble / Ping as Clancy's Friend
3 13 Sleping Sheree in the Florest / Oven the Altai Mountians
3 14 Sharky the Pirate Part 1 / Sharky the Pirate Part 2
3 15 Nadia the Fake Meditador / Worry Bear Leaving friends
3 16 Julius the Geat Inventor / Touble Babysitting
3 17 Gloria the Charterbox / Shearching for the ivesible Island
3 18 Caught by Centipede / Another Space
3 19 Secrets of the Space / Two Green Seeds
3 20 Betty the Yeti in Shoth Pole / Conspiracy of Clancy
3 21 Ball Math in Machu Picchu / Macaroni with Bad Eyesight
3 22 Farewell Scooter the orange Plane / Worry Bear's Submarine
3 23 Oh Cactus / Watch out it's hot
3 24 Slotolen Green Seed Pouch Clancy / With the help of Clancy
3 25 Brave Marcel / Worry Bear Save Us
3 26 To the Castelonia / Back to House

### Season 4 (2016-17)
4 1 Genius is 1% Inspiration and 99% Humor / Ping the Superstar 
4 2 A Leader's Burden / The Precious Water
4 3 House Carnavil / Bell Around Chachi's Neck
4 4 So Hot / Friends Forever
4 5 Julius Fall in Love / The Treasure Ship Quest
4 6 Nothing to Eat / Made by Clancy
4 7 The Sleepwalking Monster / Magical Spring
4 8 Ping Catches a Cold / The History of Julius
4 9 Stor Being Lazy,Julius / Too Mutch Noise 
4 10 Ocean's Black Spring / The Dinosaur's Fury
4 11 We Can't Live Witch Clancy / The Best of Best
4 12 Clancy's Two Faces / Fake Friends
4 13 The Legend of the Penguins / Sheree's Desappearance
4 14 Rescue Sheree / Oh Dear,It Really Stinks
4 15 Clancy and Pammee / Chachi, the Spy
4 16 A Gift Gone Wrong / Where are the Bees
4 17 Ping's Dream / I am the Older Brother
4 18 Julius - the Birth of Greenica / The Sun Has Disappered
4 19 We Need Electricity / The Sea Sick
4 20 The House Fruit Festival / Who is Julius
4 21 Julius's Ghost Friend / We are Best Bulddies 
4 22 Dance with Clancy / Worry Bear's Dictionary of Complaints
4 23 Crossing the Dangerous Desert / Guard the Water Ballon 
4 24 The Magic Springs are Contaminated / Ping, the Sleeping Beauty 
4 25 House is Flooded / There are Holes in the Ground
4 26 We Need a Vacation / The Real Julius

## tLigações externas
- «Página oficial» (em inglês)
- «Julius Jr.» (em inglês). no Nick Jr.
- «Julius Jr.». na SIC
- «Julius Jr.». no Discovery Kids
- Julius Jr.. no IMDb.

1. ↑  Dickson, Jeremy (11 de setembro de 2012). «MarVista to rep new Paul Frank series Julius Jr.» (em inglês). Kidscreen
2. ↑  Wolfe, Jennifer (7 de fevereiro de 2013). «Saban's 'Julius Jr.' Lands on Nick Jr.» (em inglês). Animation World Network
3. ↑  Bibel, Sara (17 de setembro de 2013). «Nick Jr.'s New Animated Series 'Julius Jr.' to Premiere Sunday, September 29». TV by the Numbers (em inglês). Zap2it. Consultado em 29 de julho de 2015. Cópia arquivada em 7 de outubro de 2015
4. ↑  Wolfe, Jennifer (29 de abril de 2014). «Nick Jr. Picks up Second Season of Saban's 'Julius Jr.'» (em inglês). Animation World Network
5. ↑  «Um macaco inventor? Saiba mais sobre o novo desenho 'Julius Jr.'». Folhinha. Folha de S.Paulo. 23 de junho de 2014
6. ↑  «"Julius Jr" estreia no Discovery Kids». TV Magazine. 18 de junho de 2014
7. ↑  M. Alves, Hugo (5 de setembro de 2015). «Manhãs infantis renovam-se no próximo fim-de-semana». Sociedade Independente de Comunicação
8. ↑  «Julius Jr.». SIC K. Consultado em 22 de setembro de 2018
9. 1 2  «Julius Jr. — Episode Guide». Zap2it (em inglês). Consultado em 29 de julho de 2015
10. ↑  Pucci, Douglas (5 de outubro de 2013). «Nickelodeon, Nick Jr., NickToons, TeenNick, and Nick at Nite ratings (September 23-29, 2013)». Son of the Bronx (em inglês). Blogger. Consultado em 29 de julho de 2015
11. ↑  Pucci, Douglas (12 de outubro de 2013). «Nickelodeon, Nick Jr., NickToons, TeenNick, and Nick at Nite ratings (September 30-October 6, 2013)». Son of the Bronx (em inglês). Blogger. Consultado em 29 de julho de 2015
12. ↑  Pucci, Douglas (19 de outubro de 2013). «Nickelodeon, Nick Jr., NickToons, TeenNick, and Nick at Nite ratings (October 7-13, 2013)». Son of the Bronx (em inglês). Blogger. Consultado em 29 de julho de 2015
13. ↑  Pucci, Douglas (26 de outubro de 2013). «Nickelodeon, Nick Jr., NickToons, TeenNick, and Nick at Nite ratings (October 14-20, 2013)». Son of the Bronx (em inglês). Blogger. Consultado em 29 de julho de 2015
14. ↑  Pucci, Douglas (2 de novembro de 2013). «Nickelodeon, Nick Jr., NickToons, TeenNick, and Nick at Nite ratings (October 21-27, 2013)». Son of the Bronx (em inglês). Blogger. Consultado em 29 de julho de 2015
15. ↑  Pucci, Douglas (9 de novembro de 2013). «Nickelodeon, Nick Jr., NickToons, TeenNick, and Nick at Nite ratings (October 28-November 3, 2013)». Son of the Bronx (em inglês). Blogger. Consultado em 29 de julho de 2015
16. ↑  Pucci, Douglas (23 de novembro de 2013). «Nickelodeon, Nick Jr., NickToons, TeenNick, and Nick at Nite ratings (November 11-17, 2013)». Son of the Bronx (em inglês). Blogger. Consultado em 29 de julho de 2015
17. ↑  Pucci, Douglas (7 de dezembro de 2013). «Nickelodeon, Nick Jr., NickToons, TeenNick, and Nick at Nite ratings (November 25-December 1, 2013)». Son of the Bronx (em inglês). Blogger. Consultado em 29 de julho de 2015
18. ↑  Pucci, Douglas (21 de dezembro de 2013). «Nickelodeon, Nick Jr., NickToons, TeenNick, and Nick at Nite ratings (December 9-15, 2013)». Son of the Bronx (em inglês). Blogger. Consultado em 29 de julho de 2015
19. ↑  Pucci, Douglas (4 de janeiro de 2014). «Nickelodeon, Nick Jr., NickToons, TeenNick, and Nick at Nite ratings (December 23-29, 2013)». Son of the Bronx (em inglês). Blogger. Consultado em 29 de julho de 2015
20. ↑  Pucci, Douglas (25 de janeiro de 2014). «Nickelodeon, Nick Jr., NickToons, TeenNick, and Nick at Nite ratings (January 13-19, 2014)». Son of the Bronx (em inglês). Blogger. Consultado em 29 de julho de 2015
21. ↑  Pucci, Douglas (8 de fevereiro de 2014). «Nickelodeon, Nick Jr., NickToons, TeenNick, and Nick at Nite ratings (January 27-February 2, 2014)». Son of the Bronx (em inglês). Blogger. Consultado em 29 de julho de 2015
22. ↑  Pucci, Douglas (22 de fevereiro de 2014). «Nickelodeon, Nick Jr., NickToons, TeenNick, and Nick at Nite ratings (February 10-16, 2014)». Son of the Bronx (em inglês). Blogger. Consultado em 29 de julho de 2015
23. ↑  Pucci, Douglas (10 de maio de 2014). «Nickelodeon, Nick Jr., NickToons, TeenNick, and Nick at Nite ratings (April 28-May 4, 2014)». Son of the Bronx (em inglês). Blogger. Consultado em 29 de julho de 2015
24. ↑  Pucci, Douglas (17 de maio de 2014). «Nickelodeon, Nick Jr., NickToons, TeenNick, and Nick at Nite ratings (May 5-11, 2014)». Son of the Bronx (em inglês). Blogger. Consultado em 29 de julho de 2015
25. ↑  Metcalf, Mitch (5 de maio de 2015). «Top 100 Sunday Cable Originals: 5.3.2015» (em inglês). Showbuzz Daily. Consultado em 29 de julho de 2015
26. ↑  Metcalf, Mitch (12 de maio de 2015). «Top 100 Sunday Cable Originals: 5.10.2015» (em inglês). Showbuzz Daily. Consultado em 29 de julho de 2015
27. ↑  Metcalf, Mitch (27 de maio de 2015). «Top 100 Sunday Cable Originals: 5.24.2015» (em inglês). Showbuzz Daily. Consultado em 29 de julho de 2015
28. ↑  Metcalf, Mitch (2 de junho de 2015). «Top 100 Sunday Cable Originals: 5.31.2015» (em inglês). Showbuzz Daily. Consultado em 29 de julho de 2015
29. ↑  Metcalf, Mitch (9 de junho de 2015). «Top 100 Sunday Cable Originals: 6.7.2015» (em inglês). Showbuzz Daily. Consultado em 29 de julho de 2015
30. ↑  Metcalf, Mitch (23 de junho de 2015). «Top 100 Sunday Cable Originals: 6.21.2015» (em inglês). Showbuzz Daily. Consultado em 29 de julho de 2015
31. ↑  Metcalf, Mitch (30 de junho de 2015). «Top 100 Sunday Cable Originals: 6.28.2015» (em inglês). Showbuzz Daily. Consultado em 29 de julho de 2015
32. ↑  Metcalf, Mitch (4 de agosto de 2015). «Top 100 Sunday Cable Originals: 8.2.2015» (em inglês). Showbuzz Daily. Consultado em 4 de agosto de 2015
33. ↑  Metcalf, Mitch (11 de agosto de 2015). «SHOWBUZZDAILY's Top 100 Sunday Cable Originals: 8.9.2015» (em inglês). Showbuzz Daily. Consultado em 12 de agosto de 2015